# Basramyces marinus
Basramyces marinus är en svampart som beskrevs av Abdullah, Abdulk. & Goos 1989. Basramyces marinus ingår i släktet Basramyces, divisionen sporsäcksvampar och riket svampar.   Inga underarter finns listade i Catalogue of Life.